# Hormius affinis
Hormius affinis är en stekelart som först beskrevs av Karl-Johan Hedqvist 1963.  Hormius affinis ingår i släktet Hormius och familjen bracksteklar. Inga underarter finns listade i Catalogue of Life.